# Fairey Delta 1
Die Fairey Delta 1 oder FD1 war ein von der Fairey Aviation Company für die Untersuchung von Deltaflügeln und der Flugeigenschaften bei Überschallgeschwindigkeit produziertes britisches Forschungsflugzeug. In Tests zeigte die FD1 ungünstiges Handling und Stabilität, was zur Annullierung der Fertigung zweier weiterer Flugzeugzellen führte. Es war das erste Deltaflügelflugzeug, das eine rein britische Konstruktion war.

## Konstruktion und Entwicklung
Ursprünglich wurde die Fairey Delta 1 als Senkrechtstarter (VTOL) konzipiert, der auf einer geneigten Rampe gestartet werden sollte.
Bereits in der frühen Planungsphase bei Fairey, beschloss das Ministry of Supply, das Flugzeug an die Spezifikation E.10/47 des Air Ministry Specification – eines konventionellen düsengetriebenen Forschungsflugzeugs – anzupassen. Der Fairey-Type-R-Entwurf war ein Mitteldecker mit einem Deltaflügel ohne Höhenleitwerk, mit einem kreisförmigen Rumpfquerschnitt  und Lufteinlass am Bug. Der Antrieb war ein Turbojettriebwerk Rolls-Royce Derwent 8. Obwohl als ein transsonisches Flugzeuge entwickelt, hatte die Delta 1 ein „behäbiges“ Aussehen, völlig im Widerspruch zu Faireys nächstem Entwurf, der schlanken und eleganten Fairey Delta 2. Drei Flugzeuge wurden unter dem Namen „Fairey Delta“ bestellt; der später auf „Fairey Delta“ modifiziert wurde.

## Geschichte
Die einzige gebaute FD1 entstand im Fairey-Werk Heaton Chapel Stockport und wurde zur Endmontage zum Manchester Ringway Airport gebracht. Am 12. Mai 1950 machte die FD1 mehrere Hochgeschwindigkeitsrolltests auf der 4.200-Fuß langen Startbahn, bevor sie teilweise demontiert auf der Straße zum Aeroplane and Armament Experimental Establishment auf der RAF Boscombe Down gebracht wurde. Nach weiteren Taxi-Tests, machte das Flugzeug (Seriennummer VX350) seinen Erstflug am 12. März 1951. Geflogen von Fairey Testpilot Group Captain Gordon Slade. Die FD1 wurde mit einer kleinen horizontalen deltaförmigen Steuerfläche an der Oberseite des Seitenleitwerkes versehen, um die Nickbewegungen im gesamten Geschwindigkeitsbereich zu eliminieren.  Die Fortsetzung der Testflüge ergaben Hinweise auf ernste Stabilitätsprobleme, die als „gefährlich“ bezeichnet wurden. Die zusätzliche Heckfläche begrenzt die Höchstgeschwindigkeit auf relativ langsame 555 km/h.
Nach einem Landeunfall im September 1951 wurde die FD1 umgebaut. Die Vorflügel wurden entfernt und die stromlinienförmigen Verkleidungen der Antitrudelschirme an den Flügelspitzen modifiziert. Die großen Steuerflächen machte es schwer, die FD 1 kontrolliert und präzise zu fliegen, obwohl eine schnelle Rollrate erreicht wurde. Nur eine FD1 wurde gebaut, die zweite (VX357) und dritte (VX364) Flugzeugzelle wurden nicht fertiggestellt, da der Auftrag storniert wurde.
Nach der Annullierung des Programms durch das Luftfahrtministerium wurde das Flugzeug weiterhin für Versuche von Fairey geflogen.
Am 6. Februar 1956 hatte die FD1 in Boscombe Down einen Landeunfall und war nicht mehr zu reparieren. Das Flugzeug wurde im Oktober 1956 als Zieldarstellung zur Shoeburyness Weapons Range gebracht und später verschrottet.
Fairey hatte 382.000 £ eigenes Geld in die FD1 investiert.

## Technische Daten

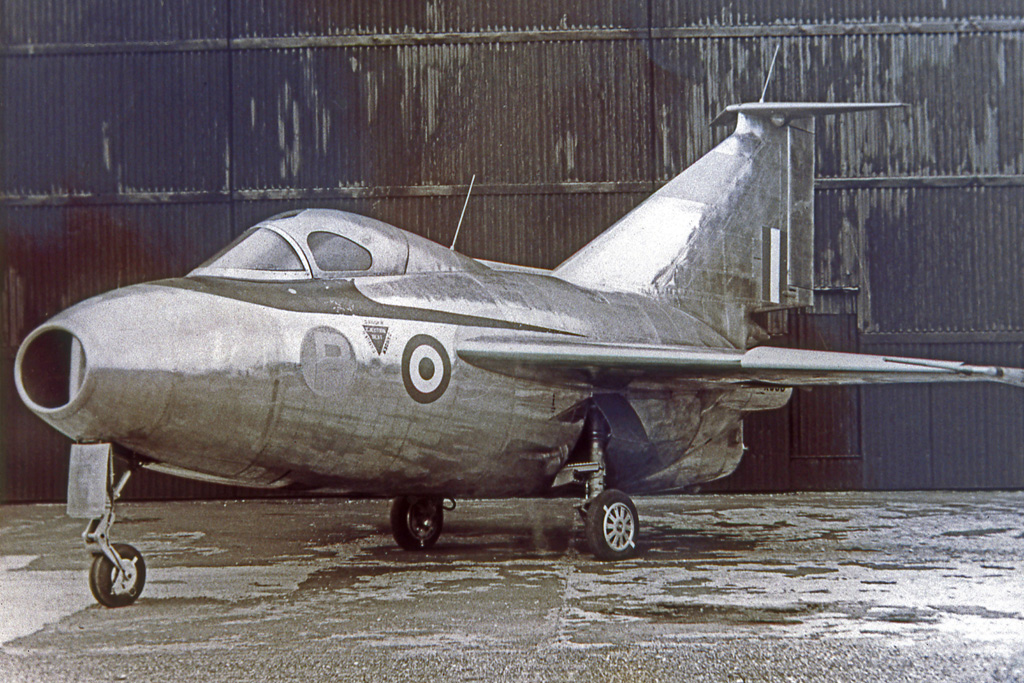
Fairey Delta beim Manchester (Ringway) Airport

| Kenngröße             | Daten (Fairey Delta 1)                                  |
| --------------------- | ------------------------------------------------------- |
| Besatzung             | 1                                                       |
| Länge                 | 26,3 ft (8 m)                                           |
| Spannweite            | 19,65 ft (6 m)                                          |
| Höhe                  | 19,65 ft (6 m)                                          |
| Masse                 | 6.800 lb (3.084 kg)                                     |
| Triebwerk             | 1 × Rolls-Royce Derwent 8 Turbojet, 3.600 lb (1.633 kg) |
| Höchstgeschwindigkeit | 545 kn (1.009 km/h)                                     |